# Vanadium(II)oxide
Vanadium(II)oxide (VO) is een anorganische verbinding met vanadium. Het is een grijze vaste stof met een metaalachtige schijn.

## Synthese
Vanadium(II)oxide kan bereid worden door de reductie van vanadium(III)oxide met metallisch vanadium:
{\displaystyle {\ce {V2O3 + V -> 3VO}}}